# Erich Padalewski
Erich Padalewski (* 8. April 1930 in Wien; † 24. Februar 2018) war ein österreichischer Schauspieler.

## Leben
Padalewski besuchte bis 1950 das Max-Reinhardt-Seminar (gemeinsam mit Otto Schenk, Heinrich Schweiger, Michael Heltau, Johanna Matz u. a.) in Wien und debütierte anschließend an einer Wiener Kellerbühne bei einer Aufführung von André Gides Ödipus. Danach spielte er unter anderem in Frankfurt am Main und bei den Wetzlarer Festspielen, wo er Sebastian in Was ihr wollt und Demetrius in Ein Sommernachtstraum darstellte.
Er kehrte dann nach Wien zurück und spielte an dortigen Bühnen. Ab 1960 wirkte er in Filmen mit und verkörperte in Nebenrollen schüchterne, etwas komische Liebhaber. Mitte der 1960er Jahre wurde er von Regisseur Franz Antel entdeckt, der ihn in dieser Funktion in mehreren seiner Sexkomödien einsetzte. Während der gesamten 1970er Jahre betätigte er sich in diesem Genre und übernahm gelegentlich auch Hauptrollen wie 1972 in Liebe durch die Autotür. 1978 erhielt er die Doppelrolle zweier ungleicher Brüder in dem Antel-Film Das Love-Hotel in Tirol. Auch in allen vier Teilen von Antels Bockerer-Filmen wirkte er mit.
Neben seinen zahlreichen Film- und Fernsehproduktionen („Verlassen Sie bitte Ihren Mann!“) blieb er dem Theater treu und spielte am Theater an der Wien, an der Volksoper, dem Simpl, am Theater in der Josefstadt und in den Wiener Kammerspielen. Felix Dvorak holte ihn 1989 ans Stadttheater Berndorf, wo er im Laufe der Jahre viele große Rollen spielte (darunter den Pfarrer in „Zwölfeläuten“). Weiters wirkte er in diversen Sommerspielen u. a. in Berndorf, Forchtenstein, Mödling, Klosterneuburg, Stockerau, Bad Hall und Perchtoldsdorf mit. Die Bandbreite seiner Rollen reichte vom Komödianten zum Tragöden, vom Kabarettisten zum Parodisten.
Erich Padalewski hatte vier Töchter. Seine erste Frau war die Schauspielerin Gretl Löwinger (1919–1973), mit der er zwei Kinder hatte. 1989 heiratete er die Schauspielkollegin Elisabeth Schwarzbauer, die er bei „Charleys Tante“ kennengelernt hatte. Das Ehepaar hatte eine gemeinsame Tochter. Die Marktgemeinde Perchtoldsdorf, sein Wohnort seit über 30 Jahren, verlieh dem vielseitigen Schauspieler Erich Padalewski für sein Engagement und Lebenswerk die Kulturmedaille in Gold. Für seine langjährigen außerordentlichen Verdienste um Kunst und Kultur in Österreich erhielt er zuletzt 2001 das Goldene Ehrenzeichen für Verdienste um das Bundesland Niederösterreich und 2006 den Titel Professor.

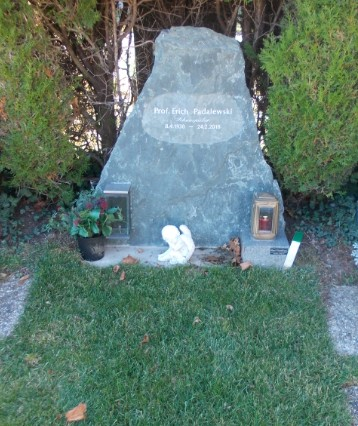
Grabstätte von Erich Padalewski

Erich Padalewski starb am 24. Februar 2018 und wurde auf dem Perchtoldsdorfer Friedhof (Quartier 19, Nummer 20) beigesetzt.

## Filmografie
- 1960: Das Dorf ohne Moral
- 1961: Auf den Straßen einer Stadt
- 1961: Vor Jungfrauen wird gewarnt
- 1962: Tanze mit mir in den Morgen
- 1963: Unsere tollen Nichten
- 1963: Sing, aber spiel nicht mit mir
- 1965: Ruf der Wälder
- 1966: In Frankfurt sind die Nächte heiß
- 1966: 00Sex am Wolfgangsee
- 1966: Oberinspektor Marek – Tödlicher Unfall
- 1967: Donaugeschichten (Serie 13 in Teilen D/F/A-1967)
- 1967: Das große Glück
- 1968: Frau Wirtin hat auch einen Grafen
- 1969: Frau Wirtin hat auch eine Nichte
- 1969: Liebe durch die Hintertür
- 1970: Frau Wirtin treibt es jetzt noch toller
- 1971: Immer die verflixten Weiber
- 1971: Einer spinnt immer
- 1972: Liebe durch die Autotür
- 1972: Außer Rand und Band am Wolfgangsee
- 1972: Sie nannten ihn Krambambuli
- 1972: Liebesspiele junger Mädchen
- 1972: Immer Ärger mit Hochwürden
- 1972: Die liebestollen Apothekerstöchter
- 1972: Auch fummeln will gelernt sein
- 1973: Hausfrauen-Report international
- 1973: Frau Wirtins tolle Töchterlein
- 1973: Was Schulmädchen verschweigen
- 1973: Frühreifen-Report
- 1973: Auch Ninotschka zieht ihr Höschen aus
- 1974: Wenn Mädchen zum Manöver blasen
- 1974: Alpenglüh’n im Dirndlrock
- 1974: Zwei im siebenten Himmel
- 1974: Die gelbe Nachtigall
- 1975: Bis zur bitteren Neige
- 1975: Die Brücke von Zupanja
- 1975: Auch Mimosen wollen blühen
- 1976: Frankensteins Spukschloß
- 1976: Kein Koks für Sherlock Holmes (The Seven-Per-Cent Solution)
- 1977: Casanova & Co.
- 1977: Oh lala – Die kleinen Blonden sind da (Arrête ton char… bidasse!)
- 1978: Hurra, die Schwedinnen sind da
- 1978: Das Love-Hotel in Tirol
- 1978: Geile Nichten
- 1980: Maria Theresia
- 1981: Der Bockerer
- 1983: Der gute Engel (Mehrteiler)
- 1985: André schafft sie alle
- 1986: Johann Strauß – Der König ohne Krone
- 1988: Wiener Walzer
- 1990: Die Kaffeehaus-Clique
- 1992: Vier Frauen sind einfach zuviel
- 1993: Verlassen Sie bitte Ihren Mann!
- 1993: Almenrausch und Pulverschnee (Serie)
- 1993: Mein Freund, der Lipizzaner
- 1996: Der Bockerer II – Österreich ist frei
- 1999: Liebe versetzt Berge
- 2000: Der Bockerer III – Die Brücke von Andau
- 2001: Zwei unter einem Dach (TV)
- 2002: Regentage
- 2003: Ausgeliefert
- 2003: Der Bockerer IV – Prager Frühling
- 2004: Der Bulle von Tölz: Sport ist Mord
- 2008: Annas zweite Chance

## Einzelnachweis
1. ↑  Wiener Schauspieler Erich Padalewski mit 88 Jahren gestorben. Vienna Online, 1. März 2018, abgerufen am 1. März 2018.

| Personendaten    | Personendaten                 |
| ---------------- | ----------------------------- |
| NAME             | Padalewski, Erich             |
| KURZBESCHREIBUNG | österreichischer Schauspieler |
| GEBURTSDATUM     | 8. April 1930                 |
| GEBURTSORT       | Wien                          |
| STERBEDATUM      | 24. Februar 2018              |